# Неотюдор

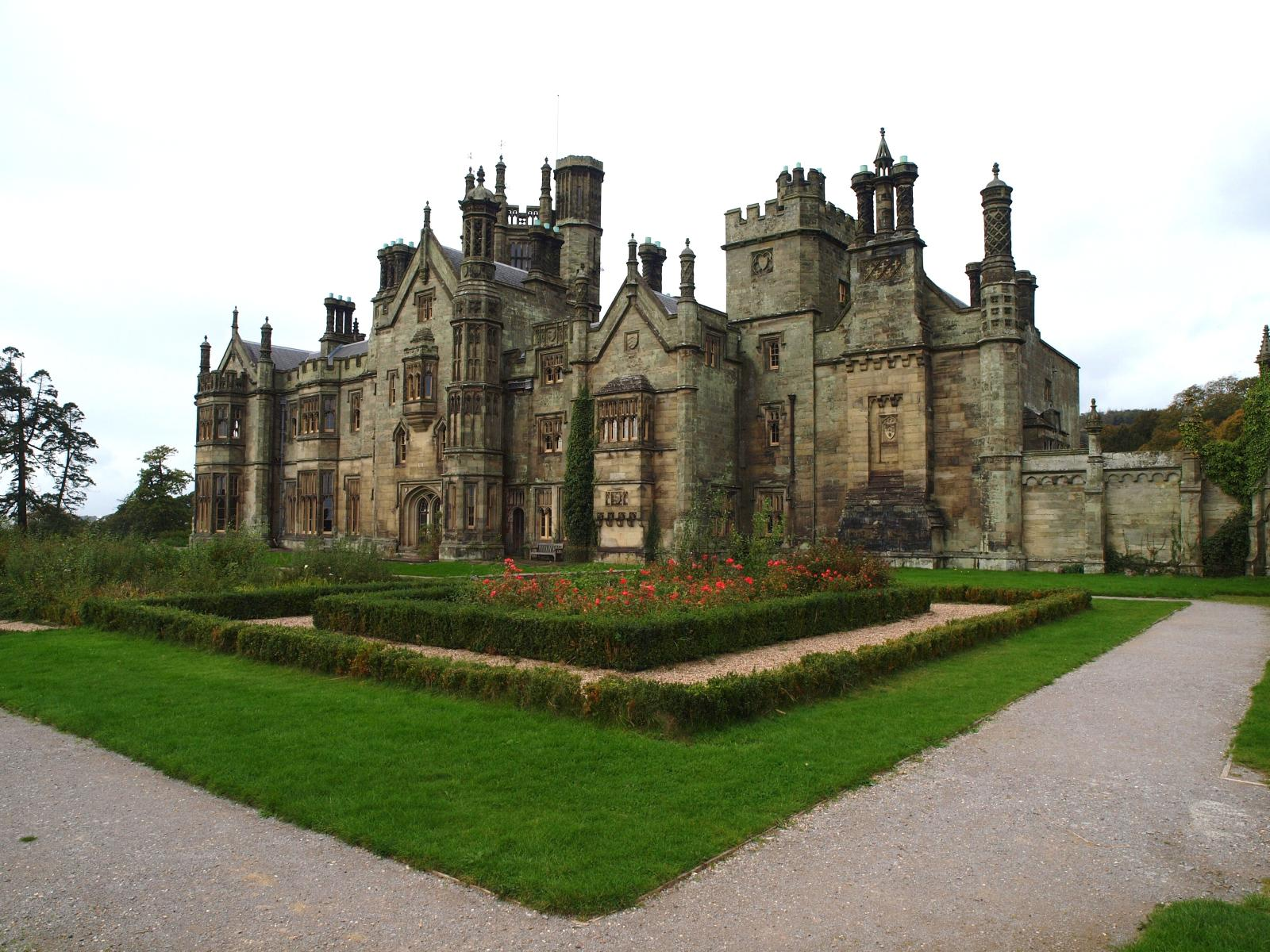
Мэргэм Кастл. Уэльс. 1830—1840. Архитектор Томас Хоппер

Неотюдор (англ. Neotudor Style) — один из неостилей в английском искусстве XIX века. Это стиль, воспроизводящий основные черты английского искусства, главным образом архитектуры и оформления интерьера, поздней английской готики и раннего английского Ренессанса в период правления королевской династии Тюдоров (1485—1603). В стиле Тюдоров XVI века своеобразно переплелись черты средневековой готики и нового ренессансного мышления. Поэтому и в стиле неотюдор воспроизводили в основном элементы национальной английской классики: готической архитектуры. Таким образом, неотюдор — одно из стилевых течений эпохи историзма, имеющее ярко выраженный стилизаторский и романтический характер.
В Англии чаще используют название Тюдоровское возрождение или Готическое возрождение (англ. Tudor Revival, Gothic Revival). Иные, близкие наименования — неоготика, викторианский стиль, викторианская неоготика — отражают другие аспекты этого неостиля. Возникновение термина «неотюдор» связано с социально-религиозным «католическим движением» в Англии, борьбой против интернационального классицизма за национальную архитектуру, идеями Огастеса Пьюджина по возрождению средневекового готического стиля как истинно национального, о «возвращении к вере и социальным структурам средневековья». В 1841 году Пьюджин опубликовал трактат «Истинные принципы стрельчатой, или христианской, архитектуры» (The True Principles of Pointed or Christian Architecture), оказавший существенное влияние на умы многих английских художников, в частности на Уильяма Морриса и прерафаэлитов.

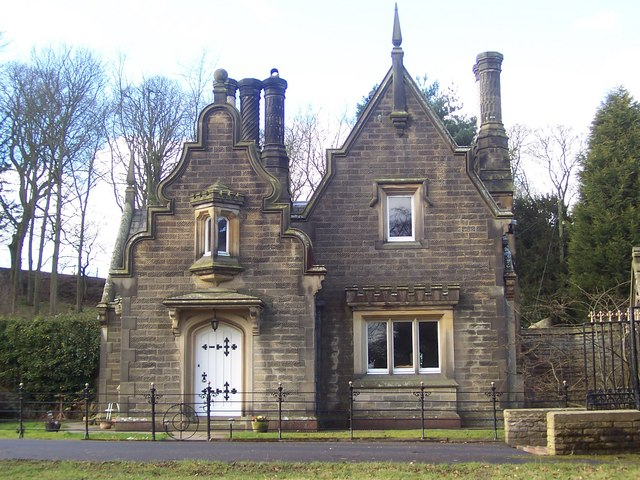
Броутон-Холл. Йоркшир

Отправной точкой идейного движения за национальный стиль следует считать победу проекта Чарлза Бэрри в стиле «неотюдор» в конкурсе на лучший проект нового здания Вестминстерского дворца (Британского парламента), уничтоженного пожаром в 1834 году.
Новое здание было призвано отразить величие империи и национальный стиль, лучшим примером которого является так называемый перпендикулярный стиль английской готики, образцом которого является собор в Линкольне XII—XIV веков. При возведении «башни Виктории» нового здания английского парламента в качестве прототипа имелись ввиду прежде всего башни собора в Линкольне. Характерно, что в британской историографии часто употребляется эвфемизм «британский ампир» (British Empire), причём имеется ввиду первичное значение этого определения: стиль британской империи, отражающий в национальных «Тюдор-готических» формах величие Британии.
После возведения здания Парламента, ставшего гордостью англичан и самым известным зданием Лондона, неоготический облик стали приобретать Королевский судный двор и другие общественные здания, ратуши, вокзалы, мосты и даже скульптурные мемориалы, например Мемориал принца Альберта. Стиль неотюдор получил распространение в жилой застройке викторианской Англии XIX века. Характерными для пейзажа лондонских предместий стали небольшие коттеджи с высокими вальмовыми кровлями, фахверком, двуцветной окраской (красный кирпич и выкрашенные белым ордерные детали), фронтонами боковых фасадов, мелкой расстекловкой окон. Примечательно, что в новой «массовой редакции» стиля неотюдор отсутствуют явные готические элементы, это, скорее, так называемый «староанглийский стиль», или «стиль коттеджа». Именно в таком виде неотюдор получил распространение в английской архитектуре XX века. «Размывание понятий» характерно для модернистских интерпретаций традиционного стиля.